# Grammy Award for Best Contemporary Classical Composition

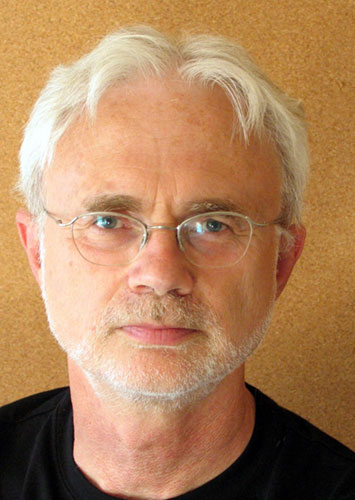
John Adams hat den Grammy Award for Best Classical Contemporary Composition bisher drei Mal gewonnen

Der Grammy Award for Best Classical Contemporary Composition, auf Deutsch „Grammy-Auszeichnung für die beste klassische zeitgenössische Komposition“, ist ein Musikpreis, der seit 1961 von der amerikanischen Recording Academy im Bereich der klassischen Musik verliehen wird.

## Geschichte und Hintergrund
Die seit 1959 verliehenen Grammy Awards werden jährlich in zahlreichen Kategorien von der Recording Academy in den Vereinigten Staaten vergeben, um künstlerische Leistung, technische Kompetenz und hervorragende Gesamtleistung ohne Rücksicht auf die Album-Verkäufe oder Chart-Position zu würdigen.
Eine dieser Kategorien ist der Grammy Award for Best Classical Contemporary Composition. Der Preis wurde erstmals 1961 vergeben und hat seit der Erstverleihung zahlreiche kleinere Namensänderungen erfahren:
- Von 1961 bis 1962 hieß die Auszeichnung Grammy Award for Best Contemporary Classical Composition
- 1963 wurde sie unter dem Namen Grammy Award for Best Contemporary Composition vergeben
- 1964 wurde der Preis in Grammy Award for Best Composition by a Contemporary Classical Composer umbenannt
- 1965 hieß der Preis Grammy Award for Best Composition by a Contemporary Composer
- 1966 nannte er sich wieder Grammy Award for Best Composition by a Contemporary Classical Composer
- 1985 wurde der Preis wieder unter der Bezeichnung Grammy Award for Best New Classical Composition vergeben
- Von 1986 bis 1994 hieß er wieder Grammy Award for Best Contemporary Composition
- Von 1995 bis 2011 nannte er sich Grammy Award for Best Classical Contemporary Composition
- Von 2012 bis 2020 hieß er Grammy Award for Best Classical Contemporary Composition
- Ab 2021 heißt die Kategorie Grammy Award for Best Contemporary Classical Composition.

Der Grammy wird an den Komponisten eines klassischen Werkes verliehen, das in den letzten 25 Jahren komponiert und erstmals im Wahljahr veröffentlicht wurde. Seit 2009 wird – bei Opernkompositionen – sowohl der Komponist als auch der Librettist (falls vorhanden) ausgezeichnet. Von 1967 bis 1984 erfolgte keine Preisverleihung in dieser Kategorie.

## Gewinner und Nominierte
| Jahr                 | Künstler | Nationalität                                              | Werk                                                              | Nominierte | Bild des/der Gewinner(s)                                  |
| -------------------- | --- | --------------------------------------------------------- | ----------------------------------------------------------------- | --- | --------------------------------------------------------- |
| 1961                 | Aaron Copland (Komponist und Dirigent) & the Boston Symphony Orchestra                                                                                              | Vereinigte Staaten                                        | Aaron Copland: Orchestral Suite from The Tender Land Suite        | |                                                           |
| 1962                 | Laurindo Almeida (Komponist und Interpret) | Brasilien                                                 | Laurindo Almeida: Discantus                                       | |                                                           |
| 1962                 | Igor Strawinsky (Komponist und Interpret) | Russland Frankreich Vereinigte Staaten                    | Igor Strawinsky: Movements for Piano and Orchestra                | |                                                           |
| 1963                 | Igor Strawinsky (Komponist und Dirigent) | Russland Frankreich Vereinigte Staaten                    | Igor Strawinsky: The Flood                                        | |                                                           |
| 1964                 | Benjamin Britten (Komponist und Dirigent) mit dem London Symphony Orchestra                                                                                         | Vereinigtes Königreich                                    | Benjamin Britten: War Requiem                                     | |                                                           |
| 1965                 | Samuel Barber (Komponist), gespielt von John Browning | Vereinigte Staaten                                        | Samuel Barber: Klavierkonzert op. 38                              | |                                                           |
| 1966                 | Charles Ives (Komponist), dirigiert von Leopold Stokowski | Vereinigte Staaten                                        | Charles Ives: 4. Sinfonie                                         | |                                                           |
| 1967 – 1984          | Von 1967 bis 1984 erfolgte keine Verleihung der Kategorie | Von 1967 bis 1984 erfolgte keine Verleihung der Kategorie | Von 1967 bis 1984 erfolgte keine Verleihung der Kategorie         | Von 1967 bis 1984 erfolgte keine Verleihung der Kategorie | Von 1967 bis 1984 erfolgte keine Verleihung der Kategorie |
| 1985                 | Samuel Barber (Komponist) und Christian Badea (Dirigent) | Vereinigte Staaten                                        | Samuel Barber: Antony and Cleopatra                               | |                                                           |
| 1986                 | Andrew Lloyd Webber (Komponist), Sarah Brightman und Plácido Domingo                                                                                                | Vereinigtes Königreich                                    | Lloyd Webber: Requiem                                             | |                                                           |
| 1987                 | Witold Lutosławski (Komponist) und Esa-Pekka Salonen (Dirigent) | Polen                                                     | Lutosławski: Sinfonie Nr. 3                                       | |                                                           |
| 1988                 | Krzysztof Penderecki (Komponist und Dirigent), Mstislav Rostropovich und das Philharmonia Orchestra                                                                 | Polen                                                     | Penderecki: Cellokonzert Nr. 2                                    | |                                                           |
| 1989                 | John Adams (Komponist), Edo de Waart (Dirigent) und das San Francisco Symphony                                                                                      | Vereinigte Staaten                                        | Adams: Nixon in China                                             | |                                                           |
| 1990                 | Steve Reich (Komponist) und das Kronos Quartet | Vereinigte Staaten                                        | Reich: Different Trains for string quartet and tape               | |                                                           |
| 1991                 | Leonard Bernstein (Komponist), Judy Kaye und William Sharp | Vereinigte Staaten                                        | Bernstein: Arias & Barcarolles                                    | |                                                           |
| 1992                 | John Corigliano (Komponist), Daniel Barenboim (Dirigent) und das Chicago Symphony Orchestra                                                                         | Vereinigte Staaten                                        | Corigliano: Sinfonie Nr. 1                                        | |                                                           |
| 1993                 | Samuel Barber (Komponist), Andrew Schenck (Dirigent) und das Chicago Symphony Orchestra                                                                             | Vereinigte Staaten                                        | Barber: The Lovers                                                | |                                                           |
| 1994                 | Elliott Carter (Komponist), Oliver Knussen (Dirigent) und das London Symphony Orchestra                                                                             | Vereinigte Staaten                                        | Carter: Violinkonzert                                             | |                                                           |
| 1995                 | Stephen Albert (Komponist), David Zinman (Dirigent) und Yo-Yo Ma | Vereinigte Staaten                                        | Albert: Cellokonzert                                              | |                                                           |
| 1996                 | Olivier Messiaen (Komponist) und Myung-Whun Chung (Dirigent) | Frankreich                                                | Messiaen: Concert à quatre                                        | |                                                           |
| 1997                 | John Corigliano (Komponist) und das Cleveland Quartet | Vereinigte Staaten                                        | Corigliano: String Quartet                                        | |                                                           |
| 1998                 | John Adams (Komponist), Kent Nagano (Dirigent) und das Hallé Orchestra                                                                                              | Vereinigte Staaten                                        | Adams: El Dorado                                                  | |                                                           |
| 1999                 | Krzysztof Penderecki (Komponist und Dirigent), Anne-Sophie Mutter und das London Symphony Orchestra                                                                 | Polen                                                     | Penderecki: Metamorphosen Konzert für Violine und Orchester Nr. 2 | |                                                           |
| 2000                 | Pierre Boulez (Komponist) und das Ensemble Inter-Contemporain | Frankreich                                                | Boulez: Répons                                                    | |                                                           |
| 2001                 | George Crumb (Komponist) und Thomas Conlin | Vereinigte Staaten                                        | Crumb: Star-Child                                                 | |                                                           |
| 2002                 | Christopher Rouse (Komponist), Muhai Tang (Dirigent), Sharon Isbin und das Gulbenkian Orchestra                                                                     | Vereinigte Staaten                                        | Christopher Rouse: Concert de Gaudí                               | |                                                           |
| 2003                 | John Tavener (Komponist), Joseph Jennings (Dirigent), Chanticleer und die Handel & Haydn Society of Boston, Steve Barnett (Produzent), Preston Smith (Toningenieur) | Vereinigtes Königreich                                    | Tavener: Lamentations and Praises                                 | |                                                           |
| 2004                 | Dominick Argento (Komponist), Frederica von Stade, Eiji Oue und das Minnesota Orchestra                                                                             | Vereinigte Staaten                                        | Argento: Casa Guidi                                               | |                                                           |
| 2005                 | John Adams (Komponist), Lorin Maazel (Dirigent), der Brooklyn Youth Chorus, die New York Choral Artists und das New York Philharmonic                               | Vereinigte Staaten                                        | Adams: On the Transmigration of Souls                             | |                                                           |
| 2006                 | William Bolcom (Komponist), Leonard Slatkin (Dirigent) | Vereinigte Staaten                                        | Bolcom: Songs Of Innocence And Of Experience                      | |                                                           |
| 2007                 | Osvaldo Golijov (Komponist), Robert Spano (Dirigent) | Argentinien                                               | Ainadamar: Fountain Of Tears                                      | |                                                           |
| 2008                 | Joan Tower (Komponist), Leonard Slatkin (Dirigent) und das Nashville Symphony Orchestra                                                                             | Vereinigte Staaten                                        | Tower: Made in America                                            | |                                                           |
| 2009                 | John Corigliano (Komponist), JoAnn Falletta (Dirigentin) und das Buffalo Philharmonic Orchestra                                                                     | Vereinigte Staaten                                        | Corigliano: Mr. Tambourine Man: Seven Poems of Bob Dylan          | - Marc-André Dalbavie für Concerto pour flûte - Michael Gandolfi für The Garden of Cosmic Speculation - George Tsontakis für Violin Concerto No. 2 - Chris Walden für Symphony No. 1, The Four Elements |                                                           |
| 2010                 | Jennifer Higdon (Komponist), Marin Alsop (Dirigentin) und das London Philharmonia Orchestra                                                                         | Vereinigte Staaten                                        | Higdon: Percussion Concerto                                       | - George Crumb für The Winds of Destiny - Arvo Pärt für In principio - Roberto Sierra für Missa Latina ‘Pro Pace‘ - Yehudi Wyner für Klavierkonzert "Chiavi in mano" |                                                           |
| 2011                 | Michael Daugherty (Komponist), Giancarlo Guerrero | Vereinigte Staaten                                        | Daugherty: Deus ex Machina                                        | - Hans Werner Henze (Stefan Soltesz) für Appassionatamente Plus - Magnus Lindberg (Sakari Oramo) für Graffiti - Arvo Pärt (Esa-Pekka Salonen) für Sinfonie Nr. 4 - Rodion Konstantinowitsch Schtschedrin (Valery Gergiev) für The Enchanted Wanderer |                                                           |
| 2012                 | Robert Aldridge (Komponist) und Herschel Garfein (Librettist) | Vereinigte Staaten                                        | Aldridge: Elmer Gantry                                            | - George Crumb für The Ghost of Alhambra - Jefferson Friedman für String Quartet No. 3 - Steven Mackey für Lonely Motel - Music from Slide - Poul Ruders für Klavierkonzert Nr. 2 |                                                           |
| 2013                 | Stephen Hartke (Komponist) | Vereinigte Staaten                                        | Hartke: Meanwhile - Incidental Music to Imaginary Puppet Plays    | - Tania Leon für Inura for Voices, Strings and Percussion - Uģis Prauliņš für The Nightingale - Einojuhani Rautavaara für Cellokonzert Nr. 2 - Towards the Horizon - Steven Stucky für August 4, 1964 |                                                           |
| 2014                 | Maria Schneider (Komponistin) | Vereinigte Staaten                                        | Schneider: Winter Morning Walks                                   | - Magnus Lindberg für Klavierkonzert Nr. 2 - Arvo Pärt für Adam’s Lament - Esa-Pekka Salonen für Violinkonzert - Caroline Shaw für Partita for 8 Voices |                                                           |
| 2015                 | John Luther Adams (Komponist) | Vereinigte Staaten                                        | Adams: Become Ocean                                               | - Anna Clyne für Prince of Clouds - George Crumb für Voices From the Heartland - Stephen Paulus für Concerto For Two Trumpets & Band - Roberto Sierra für Sinfonia No. 4 |                                                           |
| 2016                 | Stephen Paulus (Dirigent), Eric Holtan (Dirigent) und True Concord Voices & Orchestra                                                                               | Vereinigte Staaten                                        | Paulus: Prayers &Remembrances                                     | - Gerald Barry für The Importance of Being Earnest, interpretiert von Thomas Adès, Barbara Hannigan, Katalin Károlyi, Hilary Summers, Peter Tantsits und der Birmingham Contemporary Music Group - Andrew Norman für Play, interpretiert von Gil Rose und dem Boston Modern Orchestra Project - Joan Tower für Stroke, interpretiert von Giancarlo Guerrero, Cho-Liang Lin und der Nashville Symphony - Julia Wolfe für Anthracite Fields, interpretiert von Julian Wachner, The Choir Of Trinity Wall Street und Bang On A Can All Stars |                                                           |
| 2017                 | Michael Daugherty (Komponist), Zuill Bailey, Giancarlo Guerrero und die Nashville Symphony                                                                          | Vereinigte Staaten                                        | Daugherty: Tales of Hemingway                                     | - Mason Bates (Komponist) für Anthology of Fantastic Zoology, interpretiert von Riccardo Muti und dem Chicago Symphony Orchestra - Jennifer Higdon (Komponist) und Gene Scheer (Librettist) für Cold Mountain, interpretiert vom Miguel Harth-Bedoya, Jay Hunter Morris, Emily Fons, Isabel Leonard, Nathan Gunn und The Santa Fe Opera - Christopher Theofanidis für Bassoon Concerto, interpretiert von Martin Kuuskmann, Barry Jekowsky und die Northwest Sinfonia - C.F. Kip Winger für Conversations with Nijinsky, interpretiert von Martin West und dem San Francisco Ballet Orchestra |                                                           |
| 2018                 | Jennifer Higdon (Komponist), Roberto Diaz, Giancarlo Guerrero und die Nashville Symphony                                                                            | Vereinigte Staaten                                        | Higdon: Viola Concerto                                            | - Zhou Tian für Concerto for Orchestra, interpretiert von Louis Langrée und dem Cincinnati Symphony Orchestra - Adam Schoenberg für Picture Studies, interpretiert von Michael Stern und der Kansas City Symphony - Tigran Mansurian für Requiem, interpretiert von Alexander Liebreich, Florian Helgath, dem RIAS Kammerchor und dem Münchener Kammerorchester - Richard Danielpour für Songs of Solitude, interpretiert von Thomas Hampson, Giancarlo Guerrero und der Nashville Symphony |                                                           |
| 2019                 | Aaron Jay Kernis (Komponist), James Ehnes (Solist), Ludovic Morlot (Dirigent) und die Seattle Symphony                                                              | Vereinigte Staaten                                        | Kernis: Violin Concerto                                           | - Mason Bates (Komponist) und Mark Campbell (Librettist) für The (R)evolution of Steve Jobs, interpretiert von Michael Christie (Dirigent), Garrett Sorenson, Wei Wu, Sasha Cooke, Edward Parks, Jessica E. Jones und dem Santa Fe Opera Orchestra - Du Yun für Air Glow, interpretiert vom International Contemporary Ensemble - Jake Heggie (Komponist) und Terrence McNally (Librettist) für Great Scott, interpretiert von Patrick Summers, Manuel Palazzo, Mark Hancock, Michael Mayes, Rodell Rosel, Kevin Burdette, Anthony Roth Costanzo, Nathan Gunn, Frederica von Stade, Ailyn Pérez, Joyce DiDonato und dem Dallas Opera Chorus & Orchestra - Missy Mazzoli für Vespers for Violin, interpretiert von Olivia de Prato                                                                              |                                                           |
| 2020                 | Jennifer Higdon (Komponist), Yolanda Kondonassis (Solist), Ward Stare (Dirigent) und The Rochester Philharmonic Orchestra                                           | Vereinigte Staaten                                        | Higdon: Harp Concerto                                             | - Bermel: Migration Series for Jazz Ensemble & Orchestra komponiert von Derek Bermel (Derek Bermel, Ted Nash, David Alan Miller, Juilliard Jazz Orchestra & Albany Symphony Orchestra) - Marsalis: Violin Concerto in D Major komponiert von Wynton Marsalis (Nicola Benedetti, Cristian Măcelaru & Philadelphia Orchestra) - Norman: Sustain komponiert von Andrew Norman (Gustavo Dudamel & Los Angeles Philharmonic) - Shaw: Orange komponiert von Caroline Shaw (Attacca Quartet) - Wolfe: Fire in My Mouth komponiert von Julia Wolfe (Jaap Van Zweden, Francisco J. Núñez, Donald Nally, The Crossing, Young People’s Chorus of NY City & New Yorker Philharmoniker) |                                                           |
| 2021                 | Christopher Rouse (Interpreten: die Nashville Symphony unter Leitung von Giancarlo Guerrero)                                                                        | Vereinigte Staaten                                        | Symphony No. 5                                                    | - Concerto for Piano and Orchestra von Thomas Adès (Interpreten: Kirill Gerstein und das Boston Symphony Orchestra unter Leitung von Thomas Adès) - The Passion of Yeshua von Richard Danielpour (Interpreten: die UCLA Chamber Singers unter Leitung von James K. Bass, das Buffalo Philharmonic Orchestra unter Leitung von JoAnn Falletta und der Buffalo Philharmonic Chorus unter Leitung von Adam Luebke) - Prince of Players von Carlisle Floyd (Interpreten: Alexander Dobson, Keith Phares, Kate Royal, das Milwaukee Symphony Orchestra und der Florentine Opera Chorus unter Leitung von William Boggs) - Place von Ted Hearne (Interpreten: Steven Bradshaw, Sophia Byrd, Josephine Lee, Isaiah Robinson, Sol Ruiz, Ayanna Woods, Diana Wade und dem Place Orchestra unter Leitung von Ted Hearne) |                                                           |
| 2022 3. April 2022   | Caroline Shaw (Komponistin) Dawn Upshaw, Gilbert Kalish & Sō Percussion (Interpreten)                                                                               | Vereinigte Staaten                                        | Narrow Sea                                                        | - Seven Pillars von Andy Akiho (Interpreten: Sandbox Percussion) - The Only One von Louis Andriessen (Interpreten: Esa-Pekka Salonen, Nora Fischer & Los Angeles Philharmonic) - Archetypes von Clarice Assad, Sérgio Assad, Sean Connors, Robert Dillon, Peter Martin, David Skidmore (Interpreten: Sérgio Assad, Clarice Assad & Third Coast Percussion) - Movement 11' von Jon Batiste (Interpret: Jon Batiste) | Caroline Shaw, 2020                                       |
| 2023 5. Februar 2023 | Xian Zhang (Komponistin) Time for Three und das Philadelphia Orchestra (Interpreten)                                                                                | Vereinigte Staaten                                        | Contact von Kevin Puts                                            | - Ligneous Suite von Andy Akiho (Interpreten: Ian Rosenbaum & Dover Quartet) - Intonations von Derek Bermel (Interpreten: Jack Quartet) - The Wrath of God von Sofia Gubaidulina (Interpreten: Gewandhausorchester unter Leitung von Andris Nelsons) - Requiem for the Enslaved von Carlos Simon (Interpreten: MK Zulu, Marco Pavé und Hub New Music unter der Leitung von Carlos Simon) |                                                           |
| 2024 4. Februar 2024 | Jessie Montgomery (Komponistin) Awadagin Pratt, A Far Cry und Roomful of Teeth (Interpreten)                                                                        | Vereinigte Staaten                                        | Rounds                                                            | - Dante von Thomas Adès (Interpreten: Los Angeles Philharmonic unter Leitung von Gustavo Dudamel) - In That Space, at That Time von Andy Akiho (Interpreten: Andy Akiho und die Omaha Symphony unter Leitung von Ankush Kumar Bahl) - Psychedelics von William Brittelle (Interpreten: Roomful of Teeth) - Dark with Excessive Bright von Missy Mazzoli (Interpreten: Peter Herresthal und das Bergen Philharmonic unter Leitung von James Gaffigan) |                                                           |
| 2025 2. Februar 2025 | Gabriela Ortiz (Komponistin) Los Angeles Philharmonic & Los Angeles Master Chorale unter Leitung von Gustavo Dudamel (Interpreten)                                  | Mexiko                                                    | Revolución diamantina                                             | - Casarrubios: Seven for Solo Cello von Andrea Casarrubios (Interpretin: Andrea Casarrubios) - Coleman: Revelry von Valerie Coleman (Interpreten: Decoda) - Lang: Composition as Explanation von David Lang (Interpreten: Eighth Blackbird) - Saariaho: Adriana Mater von Kaija Saariaho (Interpreten: Fleur Barron, Axelle Fanyo, Nicholas Phan, Christopher Purves und der San Francisco Symphony & Chorus unter Leitung von Esa-Pekka Salonen) |                                                           |